# 西竹圍之丘文創園區
22°59′36″N 120°12′55″E / 22.993235°N 120.215293°E
西竹圍之丘文創園區是位在臺南市東區育樂街的文創園區，其原為閒置已久的臺南一中教職員宿舍，在整修完畢後由文化工作者進駐活化，於2020年8月開放，園區包含市定古蹟原臺南廳長官邸。

## 介紹

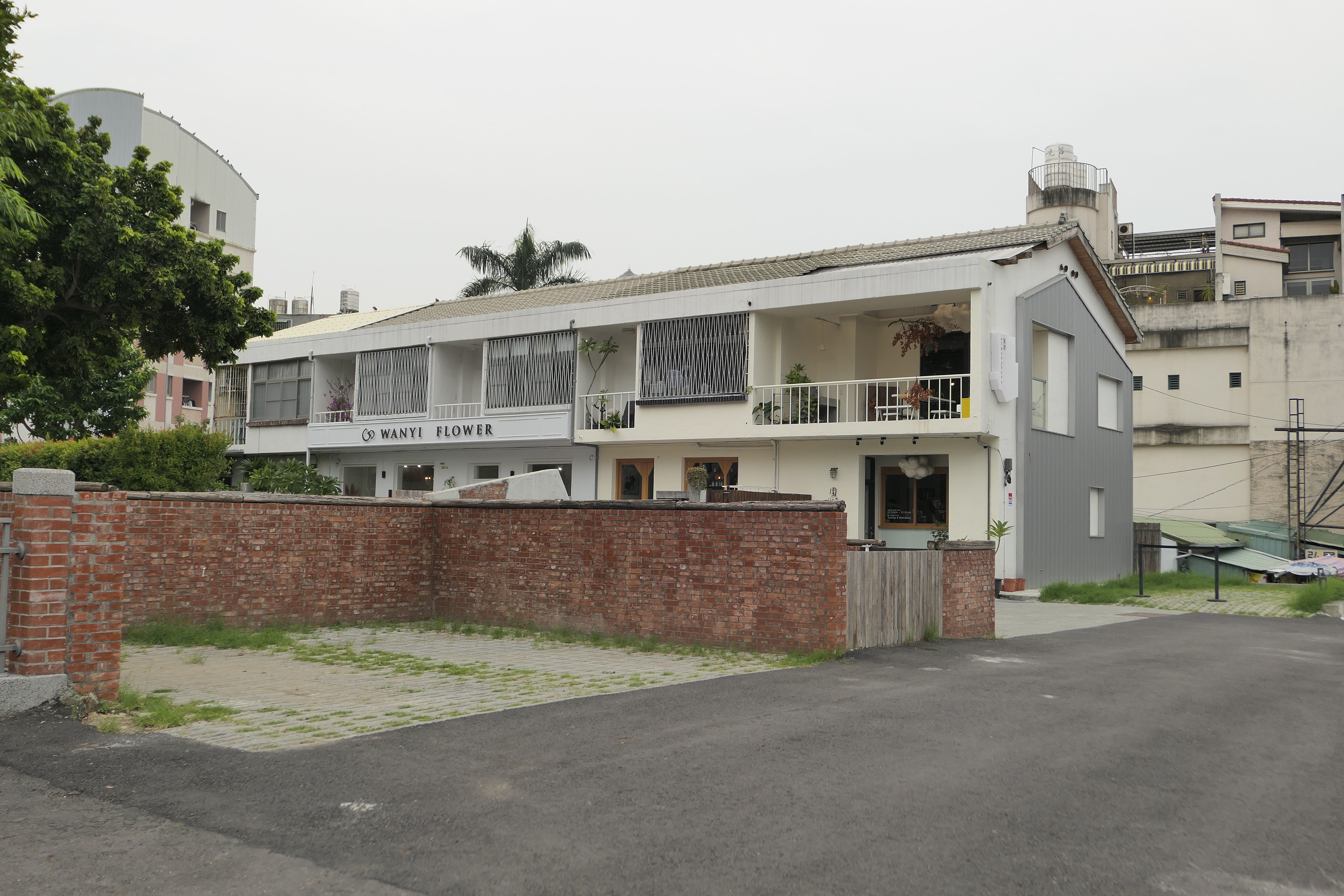
2020年的西竹圍之丘

西竹圍之丘文創園區的建物原本是臺南一中職務宿舍群，是加強磚造兩層樓的18棟連棟建築，位在原臺南廳長官邸東側有10棟，南側有8棟（2棟仍有住戶）。宿舍群的外圍設有圍牆，且每棟配有前庭。臺南市文化局在2014年開始修復原臺南廳長官邸時，即計畫將其周邊閒置的宿舍活化，經國有財產署（所有權人）、臺南一中（代管方）和台南市文化局三方協調，最終交由文化局管理，負責將其整修後對外招商營運。在整修過程中，將南側過於老舊的3棟拆除，而第一批開放東側的10棟宿舍。

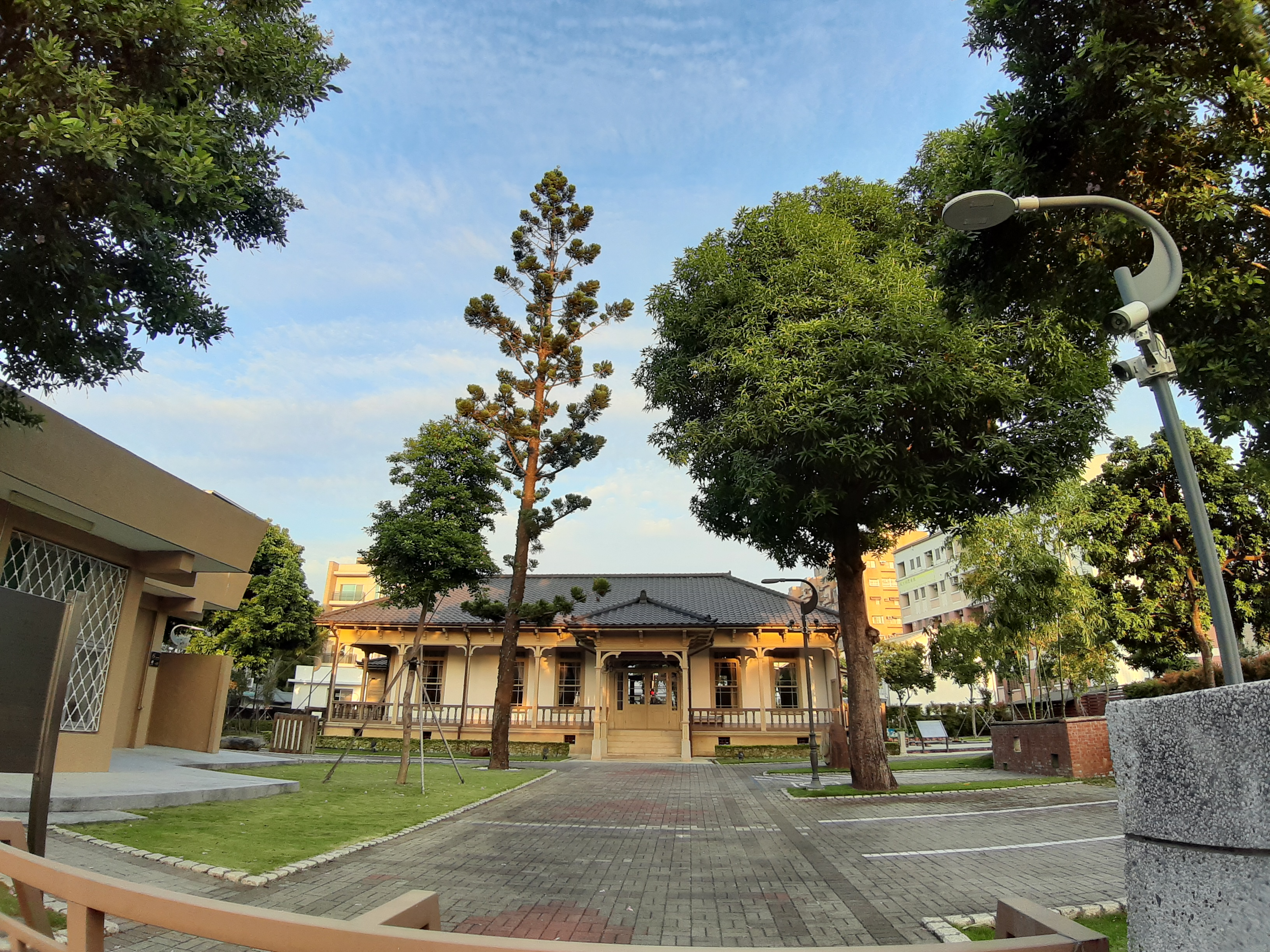
園區內的原臺南廳長官邸